# میندورو (ویسکانسین)
میندورو (به انگلیسی: Mindoro) یک منطقهٔ مسکونی در ایالات متحده آمریکا است که در شهرستان لا کروس، ویسکانسین واقع شده‌است. میندورو ۲۳۹٫۸۸ متر بالاتر از سطح دریا واقع شده‌است.